# Grup G
El Grup G va ser un grup de resistents actius a Bèlgica durant la Segona Guerra Mundial. Aquest grup s'ha conegut pel nombre de sabotatges en infraestructures per perjudicar l'ocupant nazi.
Una de les seves accions més destacables va ser "el gran tall del 15 de gener de 1944" que va consistir en la demolició amb explosius de 28 torres d'alta tensió, privant nombroses fàbriques d'energia al llarg de dies a tot el país.
El fundador del grup, Jean Burgers, va ser arrestat el 1944 i va ser deportat a Breendonk i després a Buchenwald. Va ser executat a la forca el setembre de 1944 a l'edat de 27 anys.
Una plaça del campus de Solbosch de la Universitat Lliure de Brussel·les porta el nom del grup.